# 小松島市役所
小松島市役所（こまつしましやくしょ）は、日本の地方公共団体である小松島市の執行機関としての事務を行う施設（役所）である。

## 概要

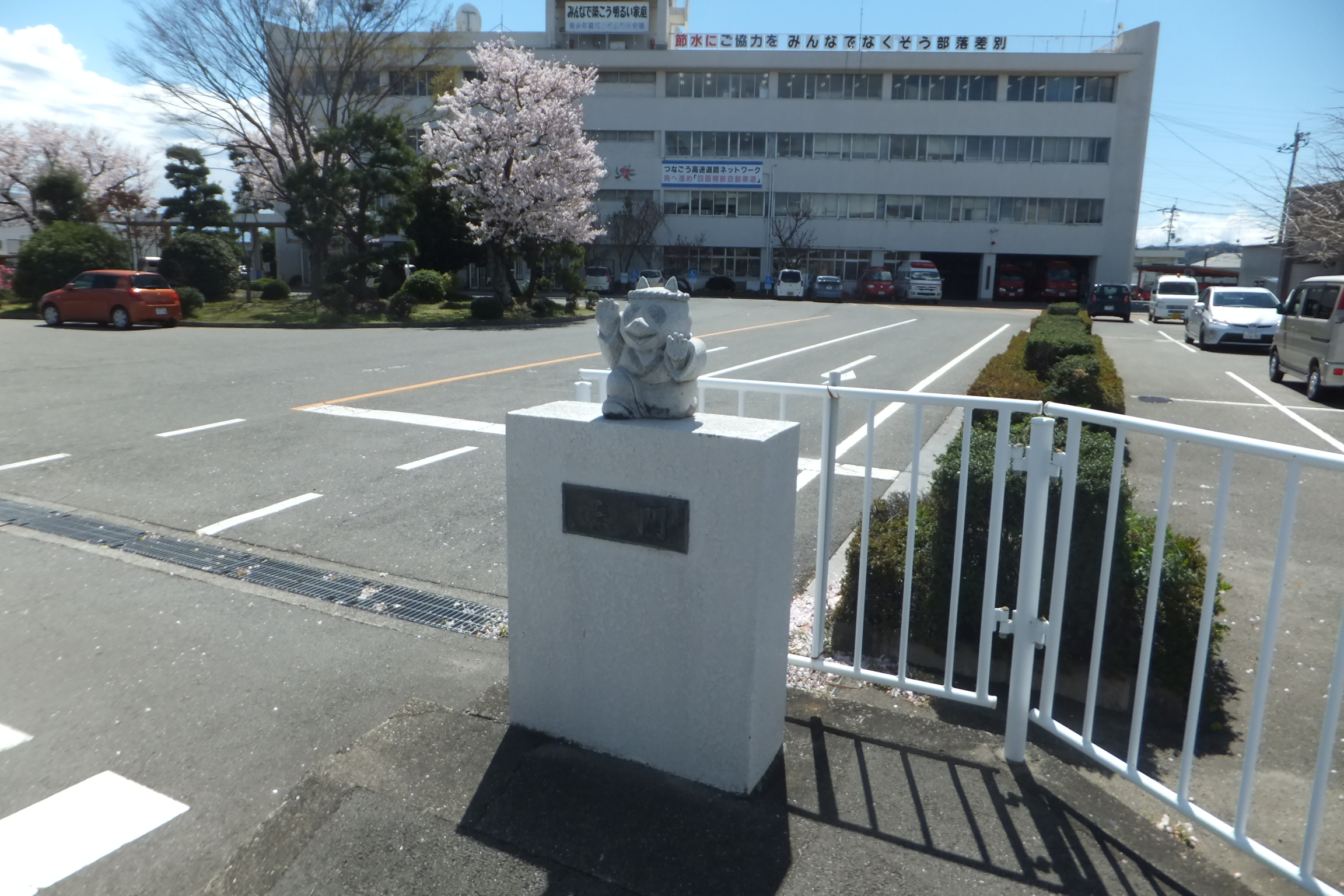
正門前に飾っている狸の石像

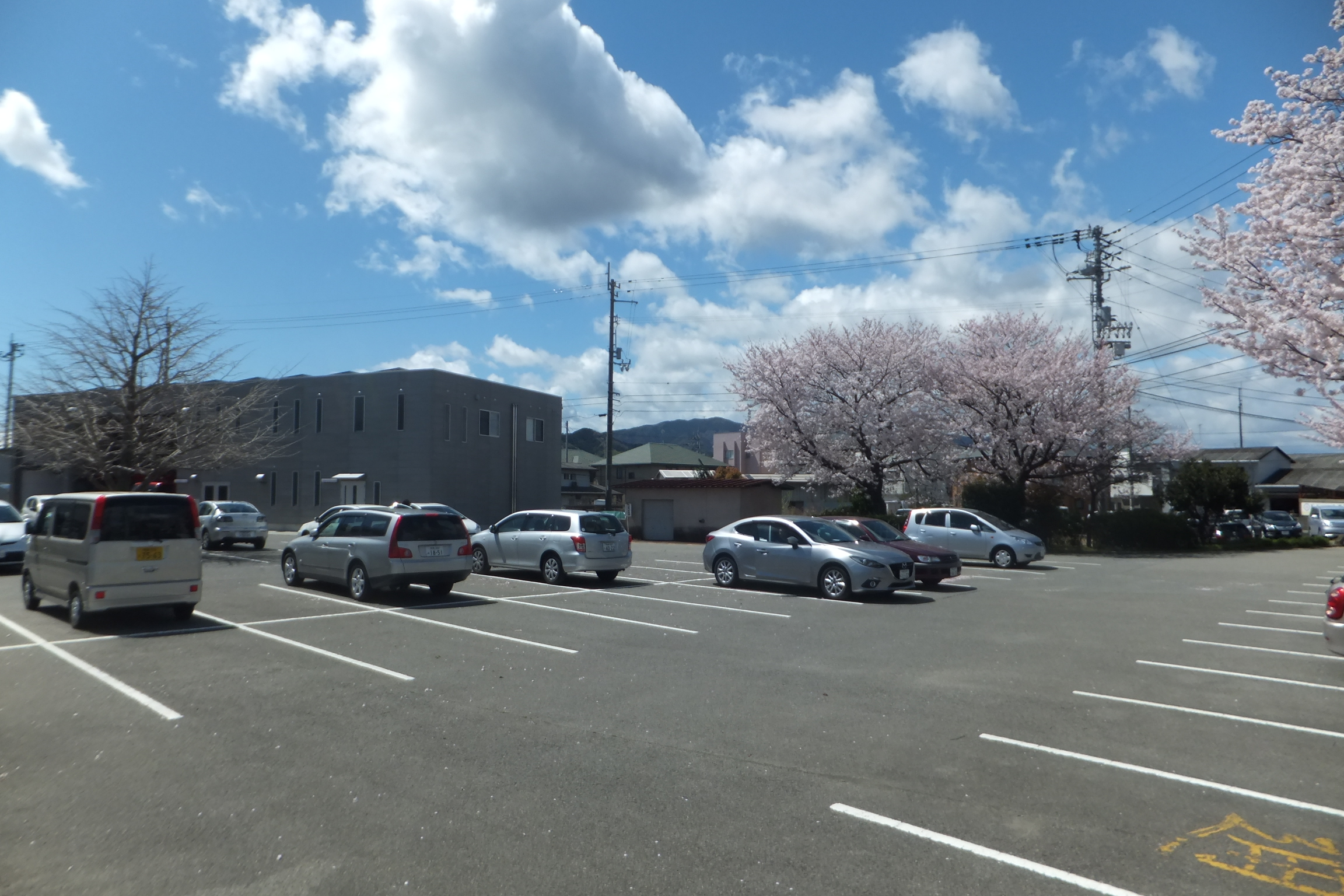
駐車場

- 小松島市の役所として、1968年12月18日に新庁舎が完成した[1][2]。

## 沿革
- 1968年（昭和43年）12月18日 - 完成する[1][3][2]。
- 1989年（昭和64年） - 土曜閉庁（第2・第4土曜日）開始。

## 庁舎概要

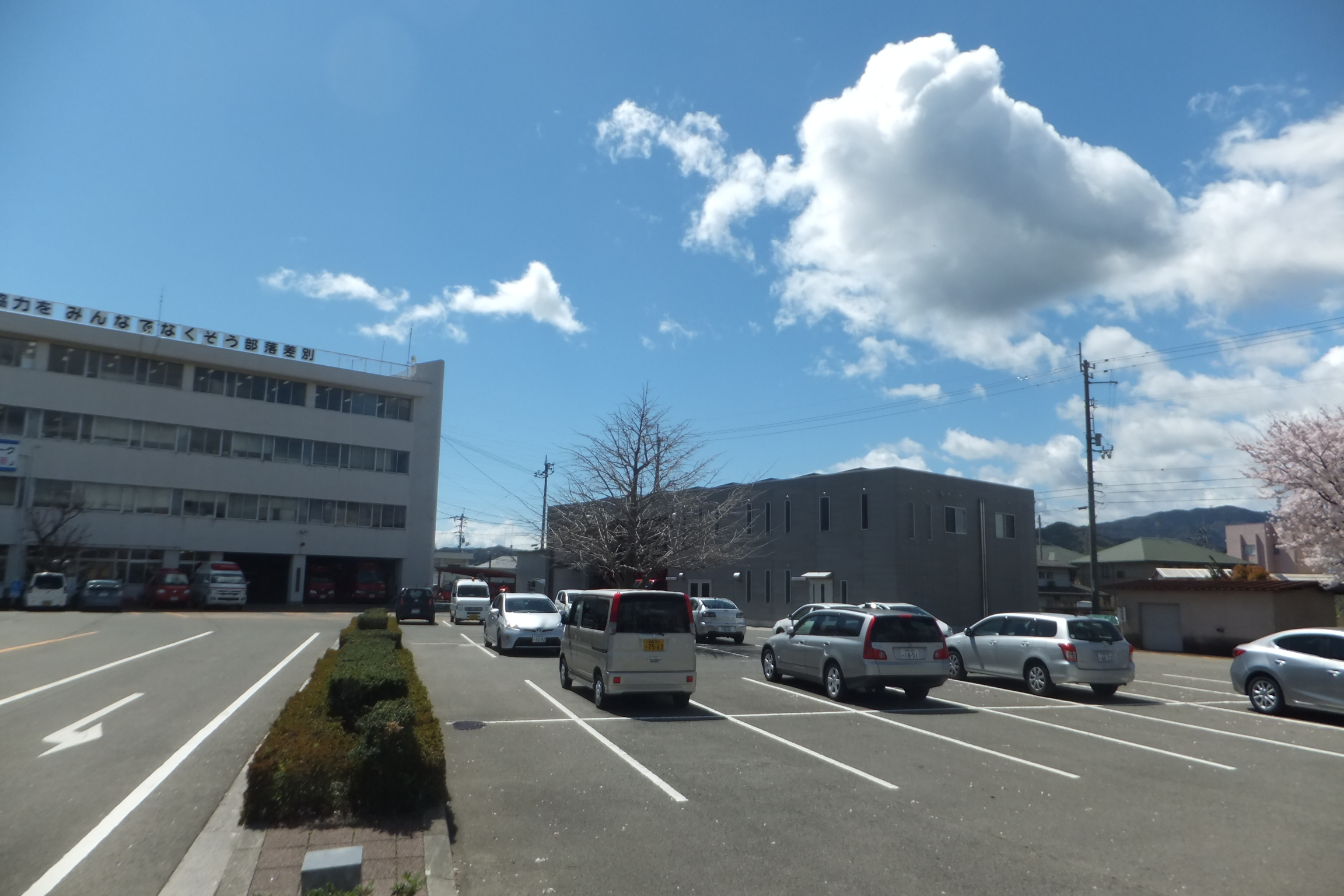
北棟と南棟

### 本庁舎

#### 北棟
- 総務部・産業建設部などがある[4]。

| 階数              | 構造               | 延べ面積   |
| ----------------- | ------------------ | ---------- |
| 4階 （塔屋は2階） | 鉄筋コンクリート造 | 3485.51 ㎡ |

#### 南棟
- 窓口・議場などがある[4]。

| 階数 | 構造               | 延べ面積   |
| ---- | ------------------ | ---------- |
| 2階  | 鉄筋コンクリート造 | 2092.32 ㎡ |

### 支所・出張所

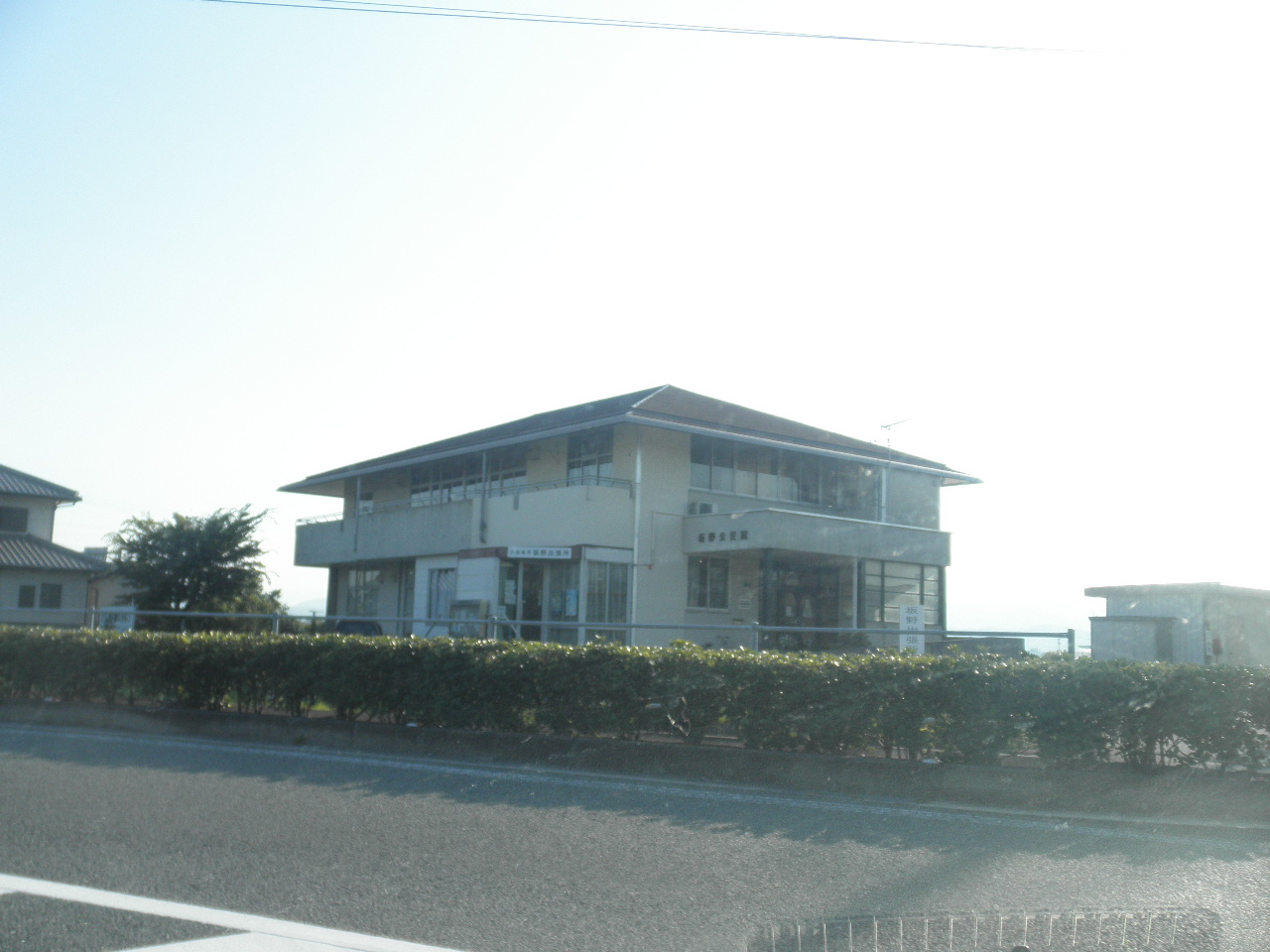
存在当時の小松島市役所坂野出張所
（現在は廃止）

- 現在は廃止されたが、2012年3月31日までは窓口業務が、市役所および立江・坂野の両支所で行われてきたが、両支所は経費削減を目的として2007年に出張所へ格下げののち、2012年3月31日に廃止された。なお、この代替として一部業務を近隣にある立江・赤石・坂野・和田島の各郵便局に委託するほか、一部の受付業務は引き続き旧出張所で行う体制をとる[5] [6]。

#### 過去にあった支所・出張所
| 出張所                     | 位置                                | 所管区域       | 備考                |
| -------------------------- | ----------------------------------- | -------------- | ------------------- |
| 立江出張所（旧・立江支所） | 徳島県小松島市立江字清水184番地の1  | 立江町、櫛渕町 | 2012年3月31日廃止。 |
| 坂野出張所（旧・坂野支所） | 徳島県小松島市坂野町字平田24番地の2 | 坂野町         | 2012年3月31日廃止。 |

## 耐震性の問題
- 2012年6月に耐震診断をし、北棟が1981年4月1日に全面改正された旧耐震基準が2012年当時の耐震基準を要求された耐震判定値を満たすことが出来ず、南棟は建物土台部分の図面資料が不存在であった為に耐震診断の診断が不可能であった[1]その為、北棟は2013年度に設計を行い、2014年度に耐震工事を行う予定である。[4]。